# Cryptothele granuliformis
Cryptothele granuliformis är en lavart som först beskrevs av William Nylander och som fick sitt nu gällande namn av Henssen in Henssen och Burkhard Büdel. 
Cryptothele granuliformis ingår i släktet Cryptothele, och familjen Lichinaceae. Enligt den finländska rödlistan är arten otillräckligt studerad i Finland. Arten är reproducerande i Sverige. Artens livsmiljö är klippor (inklusive flyttblock).